# Jean-Frédéric Chapuis
Jean-Frédéric Chapuis (Bourg-Saint-Maurice, 2 maart 1989) is een Franse freestyleskiër, gespecialiseerd op de skicross. Hij vertegenwoordigde zijn vaderland op de Olympische Winterspelen 2014 in Sotsji en op de Olympische Winterspelen 2018 in Pyeongchang.

## Carrière
Bij zijn wereldbekerdebuut, in december 2010 in Innichen, eindigde Chapuis op de achtste plaats. In februari 2012 stond hij in Bischofswiesen voor de eerste maal in zijn carrière op het podium van een wereldbekerwedstrijd. Op de wereldkampioenschappen freestyleskiën 2013 in Voss veroverde de Fransman de wereldtitel op de skicross. Op 17 maart 2013, een week na het behalen van de wereldtitel, boekte Chapuis in Åre zijn eerste wereldbekerzege. Tijdens de Olympische Winterspelen 2014 in Sotsji werd Chapuis olympisch kampioen op de skicross.
In Kreischberg nam de Fransman deel aan de wereldkampioenschappen freestyleskiën 2015. Op dit toernooi sleepte hij de zilveren medaille in de wacht op het onderdeel skicross. Op de wereldkampioenschappen freestyleskiën 2017 in de Spaanse Sierra Nevada eindigde hij als 25e op de skicross. Tijdens de Olympische Winterspelen van 2018 in Pyeongchang eindigde Chapuis als dertiende op de skicross.
In Park City nam de Fransman deel aan de wereldkampioenschappen freestyleskiën 2019. Op dit toernooi eindigde hij als vijfde op de skicross. Op de wereldkampioenschappen freestyleskiën 2021 eindigde hij als 25e op de skicross.

## Resultaten

### Olympische Spelen
| Jaar | Plaats      | Resultaten   |
| ---- | ----------- | ------------ |
| 2014 | Sotsji      | Skicross     |
| 2018 | Pyeongchang | 13e Skicross |

### Wereldkampioenschappen
| Jaar | Plaats        | Resultaten   |
| ---- | ------------- | ------------ |
| 2013 | Voss          | Skicross     |
| 2015 | Kreischberg   | Skicross     |
| 2017 | Sierra Nevada | 25e Skicross |
| 2019 | Park City     | 5e Skicross  |
| 2021 | Idre Fjäll    | 25e Skicross |

### Wereldbeker
Eindklasseringen
| Seizoen   | Algm  | SX     |
| --------- | ----- | ------ |
| 2010/2011 | 76e   | 23e    |
| 2011/2012 | 23e   | 7e     |
| 2012/2013 | 22e   | 4e     |
| 2013/2014 | 21e   | 4e     |
| 2014/2015 | Brons | Goud   |
| 2015/2016 | Brons | Goud   |
| 2016/2017 | 4e    | Goud   |
| 2017/2018 | 14e   | Zilver |
| 2018/2019 | 7e    | Zilver |
| 2019/2020 | 69e   | 14e    |

Wereldbekerzeges
| Datum            | Plaats      | Onderdeel |
| ---------------- | ----------- | --------- |
| 17 maart 2013    | Åre         | Skicross  |
| 23 maart 2014    | La Plagne   | Skicross  |
| 15 februari 2015 | Åre         | Skicross  |
| 21 februari 2015 | Tegernsee   | Skicross  |
| 22 februari 2015 | Tegernsee   | Skicross  |
| 14 maart 2015    | Megève      | Skicross  |
| 12 december 2015 | Val Thorens | Skicross  |
| 19 december 2015 | Innichen    | Skicross  |
| 16 januari 2016  | Watles      | Skicross  |
| 23 januari 2016  | Nakiska     | Skicross  |
| 9 december 2016  | Val Thorens | Skicross  |
| 17 december 2016 | Montafon    | Skicross  |
| 4 februari 2017  | Feldberg    | Skicross  |
| 5 februari 2017  | Feldberg    | Skicross  |
| 14 januari 2018  | Idre Fjäll  | Skicross  |
| 20 januari 2019  | Idre Fjäll  | Skicross  |
| 17 februari 2019 | Feldberg    | Skicross  |
| 17 maart 2019    | Veysonnaz   | Skicross  |